# Herb Rejowca Fabrycznego
Herb Rejowca Fabrycznego – jeden z symboli miasta Rejowiec Fabryczny w postaci herbu. Ustanowiony został uchwałą rady miejsko-gminnej 26 czerwca 1986 roku.

## Wygląd i symbolika
Herb przedstawia w polu czerwonym srebrny topór ze złotą rękojeścią, zwrócony ostrzem w prawo, z siedzącym na nim białym gołębiem o złotym dziobie.
Swym kształtem nawiązuje do herbu rodowego Mikołaja Reja (Oksza – srebrny bojowy topór ze złotą rękojeścią w czerwonym polu). Natomiast gołąb, symbol pokoju, kojarzy się z cementownią noszącą w czasie powstawania herbu nazwę „Pokój” (później nazwana „Rejowiec”).